# Last Night (альбом Кері Белла)
Last Night — студійний альбом американського блюзового губного гармоніста Кері Белла, випущений у 1973 році лейблом BluesWay.

## Опис
Кері Белл записав свій другий альбом на лейблі BluesWay Records, продюсером якого виступив Ел Сміт. Запис відбувся 1972 року в Чикаго (Іллінойс), в якому Беллу (вокал, губна гармоніка) акомпанували гітарист Едді Тейлор, піаніст Джо Перкінс, басист Дейв Маєрс і ударник Віллі Сміт. 
Альбом включає 12 композицій, назву якому дала пісня «Last Night» Літтла Волтера. Серед пісень «Leaving in the Morning» Волтера, «Rosa, I Love Your Soul» Віллі Діксона, «19 Years Old» і «Mean Mistreater» Мадді Вотерса, а також власні композиції Белла.

## Список композицій
1. «Last Night» (Волтер Джейкобс) — 3:38
2. «Taking You Downtown» — 3:02
3. «Rosa, I Love Your Soul» (Віллі Діксон) — 3:31
4. «I'm Worried» — 3:28
5. «Cho' Cho' Blues» — 2:38
6. «Tomorrow Night» — 2:25
7. «19 Years Old» (Мак-Кінлі Морганфілд) — 2:44
8. «Leaving in the Morning» (Волтер Джейкобс) — 2:25
9. «Love Pretty Women» — 3:23
10. «Mean Mistreater» (Мак-Кінлі Морганфілд) — 4:18
11. «Freda» (Вінс Гваральді) — 2:40
12. «I Want to See You Tomorrow Night» — 2:58

## Учасники запису
- Кері Белл — вокал, губна гармоніка
- Дейв Маєрс — бас
- Віллі Сміт — ударні
- Едді Тейлор — гітара
- Джо Перкінс — фортепіано

Технічний персонал
- Ел Сміт — продюсер
- Кері Белл — текст обкладинки
- Браян Літарт — фотографія обкладинки
- Джеррі Гріффіт — фотографії